# Science Education
Science Education (abrégé en Sci. Educ.) est une revue scientifique bimestrielle s'adressant aux professeurs et aux chercheurs, qui publie des articles sur l'enseignement des sciences.
L'actuel directeur de publication est Gregory J. Kelly (Université d'État de Pennsylvanie, États-Unis).